# Conselho de Supervisores de São Francisco
O Conselho de Supervisores de São Francisco (em inglês:  San Francisco Board of Supervisors) é o órgão legislativo do governo da cidade e do condado de São Francisco, na Califórnia, Estados Unidos.

## Distritos
Os membros do Conselho de Supervisores são eleitos a partir de 11 distritos uninominais.
| Distrito | Mapa | Supervisor       | Bairros |
| -------- | ---- | ---------------- | --- |
| 1        |      | Eric Mar         | Inner Richmond, Central Richmond, Outer Richmond, Vista del Mar, Lone Mountain, Golden Gate Park, Lincoln Park, Universidade de San Francisco, Farallon Islands |
| 2        |      | Mark Farrell     | Marina, Cow Hollow, Pacific Heights, Seacliff, Lake, Presidio Heights, Jordan Park, Laurel Heights, Presidio, e partes de Russian Hill |
| 3        |      | David Chiu       | North Beach, Chinatown, Telegraph Hill, North Waterfront, Distrito Financeiro, Nob Hill, Union Square, Maiden Lane e partes de Russian Hill |
| 4        |      | Carmen Chu       | Central Sunset, Outer Sunset, Parkside e Pine Lake Park |
| 5        |      | Christina Olague | Inner Sunset, Haight Ashbury, Lower Haight, Fillmore, Western Addition, Parnassus Heights, North Panhandle, Anza Vista, Lower Pacific Heights, Japantown, partes de Hayes Valley e partes de Ashbury Heights. |
| 6        |      | Jane Kim         | Union Square, Tenderloin, Civic Center, Mid-Market, Cathedral Hill, South of Market, South Beach, Mission Bay, North Mission, Treasure Island, Yerba Buena Island, Alcatraz e partes de Hayes Valley |
| 7        |      | Sean Elsbernd    | Inner Parkside, Golden Gate Heights, Clarendon Heights, Twin Peaks, West Portal, Forest Knolls, Midtown Terrace, Forest Hill, Miraloma Park, Sunnyside, Sherwood Forest, Westwood Highlands, Westwood Park, St. Francis Wood, Monterey Heights, Mt. Davidson, Balboa Terrace, Ingleside Terrace, Stonestown, Lakeside, Lake Shore, Merced Manor, Parkmerced, Lake Merced, City College, San Francisco State e partes de Ashbury Heights |
| 8        |      | Scott Wiener     | The Castro, Noe Valley, Diamond Heights, Glen Park, Corona Heights, Eureka Valley, Dolores Heights, Mission Dolores, Duboce Triangle e Buena Vista Park |
| 9        |      | David Campos     | Mission District, Bernal Heights, Peralta Heights e partes de Portola |
| 10       |      | Malia Cohen      | Dogpatch, Bayview-Hunters Point, Bayview Heights, India Basin, Silver Terrace, Candlestick Point, Visitacion Valley, Little Hollywood, Sunnydale, McLaren Park e partes de Portola |
| 11       |      | John Avalos      | Excelsior, Ingleside, Oceanview, Merced Heights, Ingleside Heights, Mission Terrace, Outer Mission, Cayuga eCrocker Amazon |